# Cartagena CF
A Cartagena CF, teljes nevén Cartagena Club de Fútbol egy már megszűnt spanyol labdarúgócsapat. A klubot 1919-ben alapították, 1952-ben szűnt meg. Székhelye Cartagena városa volt.

## Statisztika
| Szezon  | Osztály    | Poz. | Copa del Rey |
| ------- | ---------- | ---- | ------------ |
| 1929    | 3ª         | 10.  |              |
| 1929/30 | 3ª         | 1.   |              |
| 1930/31 | 3ª         | 3.   |              |
| 1931/32 | 3ª         | 2.   |              |
| 1932/33 | 3ª         | 1.   |              |
| 1933/34 | 3ª         | 6.   |              |
| 1934/35 | Regionális | —    |              |
| 1935/36 | Regionális | —    |              |
| 1939/40 | 2ª         | 5.   |              |
| 1940/41 | 2ª         | 10.  |              |
| 1941/42 | 2ª         | 8.   |              |

| Szezon  | Osztály    | Poz. | Copa del Rey |
| ------- | ---------- | ---- | ------------ |
| 1942/43 | Regionális | —    |              |
| 1943/44 | 3ª         | 5.   |              |
| 1944/45 | 3ª         | 7.   |              |
| 1945/46 | 3ª         | 4.   |              |
| 1946/47 | 3ª         | 3.   |              |
| 1947/48 | 3ª         | 2.   |              |
| 1948/49 | 3ª         | 3.   |              |
| 1949/50 | 2ª         | 15.  |              |
| 1950/51 | 2ª         | 11.  |              |
| 1951/52 | 2ª         | 16.  |              |

## Fordítás
- Ez a szócikk részben vagy egészben  a   Cartagena CF című angol Wikipédia-szócikk fordításán alapul.  Az eredeti cikk szerkesztőit annak laptörténete sorolja fel. Ez a jelzés csupán a megfogalmazás eredetét és a szerzői jogokat jelzi, nem szolgál a cikkben szereplő információk forrásmegjelöléseként.